# Canthidium nigritum
Canthidium nigritum är en skalbaggsart som beskrevs av Preudhomme de Borre 1886. Canthidium nigritum ingår i släktet Canthidium och familjen bladhorningar. Inga underarter finns listade.